# ليتاغو
بلدية ليتاغو (بالإسبانية: Litago) هي بلدية تقع في مقاطعة سرقسطة التابعة لمنطقة أراغون شمال شرق إسبانيا.

## الديموغرافيا
بلغ عدد سكان بلدية ليتاغو 185 نسمة عام 2011 (وفقاً للمعهد الوطني الإسباني للإحصاء).
| 183 | 181 | 183 | 192 | 185 | 180 | 185 |